# رضوان الفالحي
رضوان الفالحي (مواليد 25 مارس 1984) هو لاعب كرة قدم تونسي محترف سابق لعب كمدافع أو وسط دفاعي. لعب للمنتخب التونسي.

## المسيرة الكروية
ولد في مدينة المكناسي، وبدأ فيلهي مسيرته مع نادي إس إس مكناسي، قبل أن ينضم إلى نادي النجم الرياضي الساحلي.
في 24 يونيو 2009، تمت إعارته إلى نادي الدوري الألماني ميونخ 1860 في الدوري الألماني الدرجة الثانية لمدة عام واحد.
في 6 أكتوبر 2015، انضم الفالحي إلى نادي النجمة اللبناني في الدوري الممتاز بعقد لمدة عامين. ساعد فريقه على الفوز بكأس لبنان لكرة القدم 2015–16 بعد فوزه على العهد في النهائي بركلات الترجيح.

## الإنجازات
النجم الرياضي الساحلي
- الرابطة التونسية المحترفة الأولى: 2006–07
- كأس تونس: 2011–12، 2013–14
- كأس الرابطة التونسية المحترفة: 2004–05
- دوري أبطال إفريقيا: 2007
- كأس الكونفيدرالية الإفريقية: 2006
- كأس السوبر الإفريقي: 2008

النجمة
- كأس لبنان: 2015–16

## وصلات خارجية
لا توجد روابط لمواقع التواصل الاجتماعي.

- رضوان الفالحي على موقع الاتحاد الدولي (مؤرشف)  (الإنجليزية)
- رضوان الفالحي على موقع قاعدة بيانات كرة القدم.إي يو (الإنجليزية)
- رضوان الفالحي على موقع ناشيونال فوتبول تيمز (الإنجليزية)
- رضوان الفالحي على موقع Soccerway.com (الإنجليزية)
- رضوان الفالحي على موقع عالم كرة القدم.نت (الإنجليزية)
- رضوان الفالحي على موقع كووورة
- رضوان الفالحي على فرق كرة القدم الوطنية.كوم
- رضوان الفالحي  على سكروي
- اللاعب رضوان الفالحي على موقع كووورة.